# تراسیرا
تراسیرا (به اسپانیایی: Trasierra) یک شهرستان در اسپانیا است که در استان باداخس واقع شده‌است.